# 克尼多斯的阿芙蘿黛蒂
克尼多斯的阿芙蘿黛蒂是一件古希臘女神阿芙蘿黛蒂的雕塑，於公元前4世紀由雅典的普拉克西特列斯創作。它是希臘歷史上第一個真人大小的裸體女性形象的代表作，展示了男性英雄裸體之外的另一種觀念。此雕像是裸體的，阿芙蘿黛蒂一手拿浴巾，一手遮住恥骨，使她的乳房暴露出來。在此作品之前，希臘雕塑一直以男性裸體為主流。此雕像的原作並未傳世；然而許多羅馬人的複製品仍然存在。仿制它的麥第奇的維納斯和卡比托利的維納斯則將拿浴巾的手改為遮住乳房。